# Patuleia
Patuleia ou Guerra da Patuleia, foi a guerra civil que ocorreu em Portugal em 1846-1847 entre Cartistas (apoiantes da Carta Constitucional portuguesa de 1826, com o apoio da rainha D. Maria II) contra Setembristas que apoiavam a constituição de 1838 (a que juntavam miguelistas), na sequência da Revolução da Maria da Fonte.
Esta luta foi desencadeada em Portugal pela nomeação de um governo claramente cartista presidido pelo marechal João Carlos de Saldanha Oliveira e Daun, Duque de Saldanha, na sequência do golpe de estado palaciano de 6 de Outubro de 1846, conhecido pela Emboscada.
Foi uma guerra terminou com uma clara vitória cartista, materializada a 30 de Junho de 1847 pela assinatura da Convenção de Gramido, mas apenas após a intervenção de forças militares estrangeiras ao abrigo da Quádrupla Aliança.

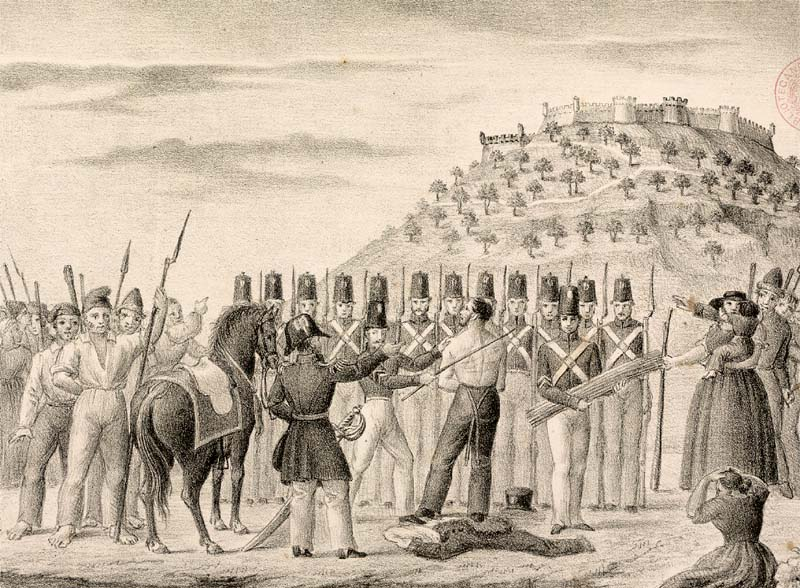
Civil torturado pelo exército durante esta guerra.